# Ana Diosdado

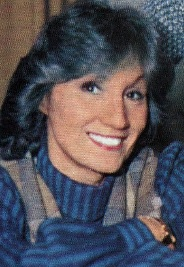
Ana Diosdado

Ana Isabel Álvarez Diosdado (geboren am 21. Mai 1938 in Buenos Aires, Argentinien; gestorben am 5. Oktober 2015 in Madrid, Spanien) war eine spanisch-argentinische Autorin sowie Film- und Theaterschauspielerin. Sie verfasste Theaterstücke, Drehbücher, Hörspiele und Romane.

## Leben
Ana Diosdado wurde 1938 als Tochter von Enrique Diosdado und Isabel Gisbert geboren, die zum Zeitpunkt der Geburt wegen des Spanischen Bürgerkriegs in Argentinien im Exil lebten. 1946 oder 1950 verließ die Familie gemeinsam mit ihr Argentinien und kehrte nach Spanien zurück. In einem Interview 2018 sagte sie, dass sie sich nicht mehr an die Zeit in Argentinien erinnere. Sie studierte Philosophie, ohne einen Abschluss zu erreichen. Als Schauspielerin debütierte sie 1957 in einem Stück von José María Gironella. Als Theaterautorin schrieb sie Werke wie Olvida los tambores oder Los comuneros. 1979 heiratete sie Carlos Larrañaga, im Jahre 1987 heiratete sie ihn ein zweites Mal. Zwölf Jahre später ließen sie sich scheiden.
Sie litt an chronischer Leukämie und erlitt im Sommer 2014 einen Schlaganfall.
Diosdado setzte sich für das Urheberrecht der Schriftsteller ein. Ab 2001 war sie die erste Frau im Vorstand des spanischen Schriftstellerverbandes Sociedad General de Autores y Editores (SGAE); bis 2007 war sie die Vorsitzende. Während einer Vorstandssitzung  starb sie am 5. Oktober 2015 an den Folgen eines Herzstillstands.

## Auszeichnungen

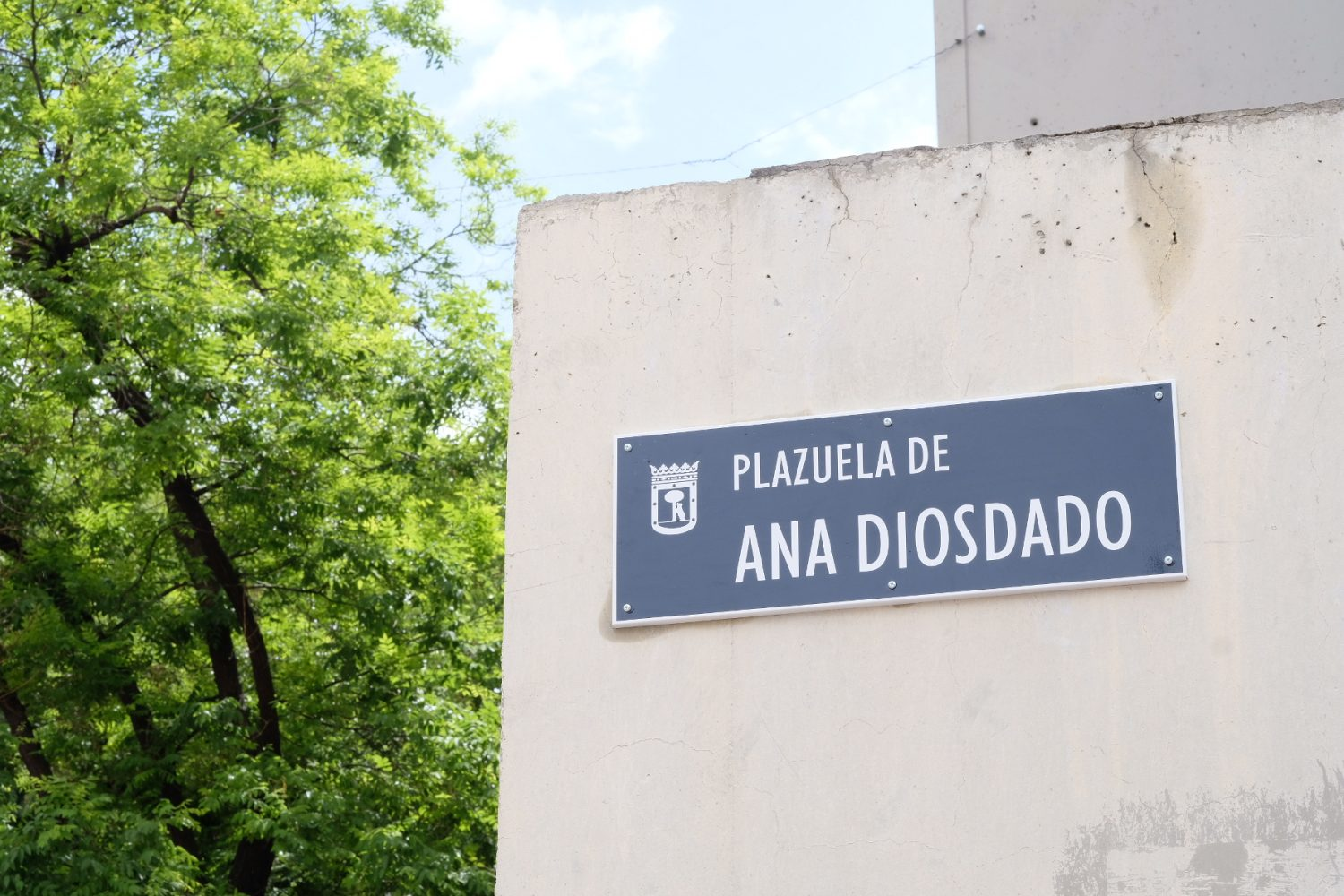

Im Jahre 1973 gewann sie den Fastenrath-Preis der Real Academia Española (RAE). 2013 wurde sie mit dem Premios Max, dem renommiertesten Preis im spanischen Theater, ausgezeichnet. Im November 2015 wurde sie beim Theater-Festival Muestra de Teatro de Alicante geehrt. Seit 2018 trägt ein Platz im Madrider historischen Stadtviertel Lavapiés ihren Namen.

## Schriften

### Bühnenstücke
- Olvida los tambores (1970)
- El okapi (1972)
- Usted también podrá disfrutar de ella (1973)
- Los comuneros (Si hubiese buen señor) (1974)
- Y de Cachemira, chales (1976)
- Cuplé (1986)
- Los ochenta son nuestros (1988)
- Camino de plata (1988)
- 321, 322 (1991)
- En la corteza del árbol (1991)
- Cristal de Bohemia (1994)
- Decíamos ayer (1997)
- La imagen del espejo (1998)
- La última aventura (1999)
- Harira (2005)
- El cielo que me tienes prometido (2015)

### Romane
- En cualquier lugar, no importa cuándo. Editorial Planeta, S.A 1965
- Campanas que aturden. (1969, unveröffentlicht)[12]

- Los ochenta son nuestros. (1986). Neuauflage: A. Machado Libros S. A., 2015, ISBN 978-8477747864
- Igual que aquel príncipe. Temas de Hoy, 1998. ISBN 978-8478807758

## Filmografie

### Schauspielerin
- 1974: Juan y Manuela (Fernsehserie, 13 Folgen)
- 1983: Anillos de oro (Fernsehserie, 13 Folgen)
- 1986: Segunda enseñanza (Fernsehserie, 13 Folgen)
- 2008: El libro de las aguas

### Drehbuchautorin
- 1974: uan y Manuela (Fernsehserie, 1 Folge/Autorin)
- 1975: Olvida los tambores
- 1978: Estudio 1 (Fernsehserie, 1 Folge/Autorin)
- 1983: Anillos de oro (Fernsehserie, 13 Folgen/Autorin) (ohne Abspann)
- 1986: Segunda enseñanza (Fernsehserie/Autorin/13 Folgen)
- 1989: Los ochenta son nuestros (Fernsehfilm)
- 1989: Los ochenta son nuestros (Fernsehfilm)
- 1994: Función de tarde (Fernsehserie, 1 Folge/Co'-Produzent)
- 1995: Función de noche (Fernsehserie, 1 Folge)
- 2005: Las llaves de la independencia (Roman, Drehbuchautorin)

### Fernsehauftritte
- 1987: Ahí te quiero ver (1 Folge, Fernsehserie/Gast)
- 1992: El programa de Hermida (1 Folge, Fernsehserie/Gast)
- 1993: Cerca de tí (1 Folge, Fernsehserie/Gast)
- 1994: Corazón, corazón (1 Folge, Fernsehserie/Gast)
- 1995: El lector (1 Folge, Fernsehserie/Gast)
- 1995: Tren de cercanías (1 Folge, Fernsehserie/Gast)
- 1999: La aventura del saber (1 Folge, Fernsehserie/Gast)
- 1989–2000: Waku waku (2 Folgen, Fernsehserie/Kandidat)
- 2004: VII premios Max de las artes escénicas (TV-Special)
- 2005: Enfoque (1 Folge, Fernsehserie/Gast)
- 2005: VIII premios Max de las artes escénicas (TV Special)
- 2005: 50 y más (TV Special)
- 2006: IX premios Max de las artes escénicas (TV Special)
- 2006: Corazón de... (1 Folge, Fernsehserie)
- 2006: La mandrágora (1 Folge, Fernsehserie)
- 2010: Disculpin les molèsties (Fernsehdokumentation, 1 Folge)
- 2013: Hay una cosa que te quiero decir (1 Folge, Fernsehserie/Gast)
- 2013: ¡Atención obras! (Fernsehserie, 1 Folge)
- 2014: Sálvame Deluxe (1 Folge, Fernsehserie/Gast)

## Hörspiele in Deutschland
- 1979: Schluck deinen Ärger runter – Regie: Peter M. Preissler (Hörspiel – BR)
- 1981: Das Spiegelbild – Regie: Peter Groeger (Original-Hörspiel – Rundfunk der DDR)